# 井原元以
井原 元以（いばら もともち）は、江戸時代初期の長州藩士、毛利家の重臣。

## 出自
安芸国の国人であった井原氏は、元以の曾祖父・井原元師が毛利弘元の娘を娶り毛利家と関係を深め、のちに従属した。

## 生涯
井原元良の次男として安芸国に生まれ、幼年の頃から毛利輝元の側近として仕える。初め元茂と名乗り、のち元智、元以に改める。
関ヶ原の戦い後、毛利氏の防長移封に従い、元以は周防国熊毛三輪（2102石）に給領地を貰い別家を建て、永代家老に次ぐ寄組に列する。慶長7年（1602年）父・元良の死去により、元以は家名を継ぎ、毛利輝元に近侍し加判役（家老）に就任し、輝元の寵臣の一人として藩政に重きをなした。慶長10年（1605年）3月に萩城築城の際、五郎太石事件が起こった。この時、加判役として、対立する事件の当事者同士である益田元祥、景祥父子と天野元信、熊谷元直との間に仲裁に入っている。
寛永19年（1642年）5月27日死去。家督は嫡男の就行が継いだ。